# Grenslandpad
Het Grenslandpad (LAW 11) is een langeafstandswandelpad in het zuiden van Nederland met een lengte van 372 km tussen Sluis in Zeeland en Thorn in Limburg. Door Thorn loopt ook het Pelgrimspad. De route is in beide richtingen met wit-rode tekens gemarkeerd en in een gidsje beschreven. Het pad wordt beheerd door Wandelnet.
Zoals de naam al zegt blijft de route steeds in de buurt van de grens met België lopen en steekt deze ook een paar keer over. De wandelaar ziet wisselende landschappen: akkerland in Zeeuws-Vlaanderen, het waterrijke gebied langs de Wester- en Oosterschelde, bossen en heide in Brabant.
De route loopt van Sluis langs de grens, afwisselend door Nederland en België, naar Terneuzen. Hier dient de wandelaar per bus via de Westerscheldetunnel over te steken naar Zuid-Beveland. Deels langs de Oosterschelde gaat de route naar Bergen op Zoom. Hier sluit de route aan op het Floris V-pad. Hierna worden Rijsbergen, Strijbeek en Alphen aangedaan, daarna Hoge Mierde, Reusel en Eersel. Na Budel gaat de route over Belgisch grondgebied langs Hamont, en over Nederlands grondgebied langs Stramproy naar Thorn.
Er is een aansluiting vanuit Breda naar de route bij het Sint Annabosch (ten zuiden van het gelijknamige verkeersknooppunt) en een aansluiting vanuit Baarle-Nassau naar Alphen.
Aansluitingen op het openbaar vervoer zijn soms minder dik gezaaid. Langs de route zijn op diverse plaatsen campings en andere overnachtingsmogelijkheden aanwezig, doch de (kamperende) wandelaar doet er goed aan zijn etappes zorgvuldig te plannen.

## Galerij

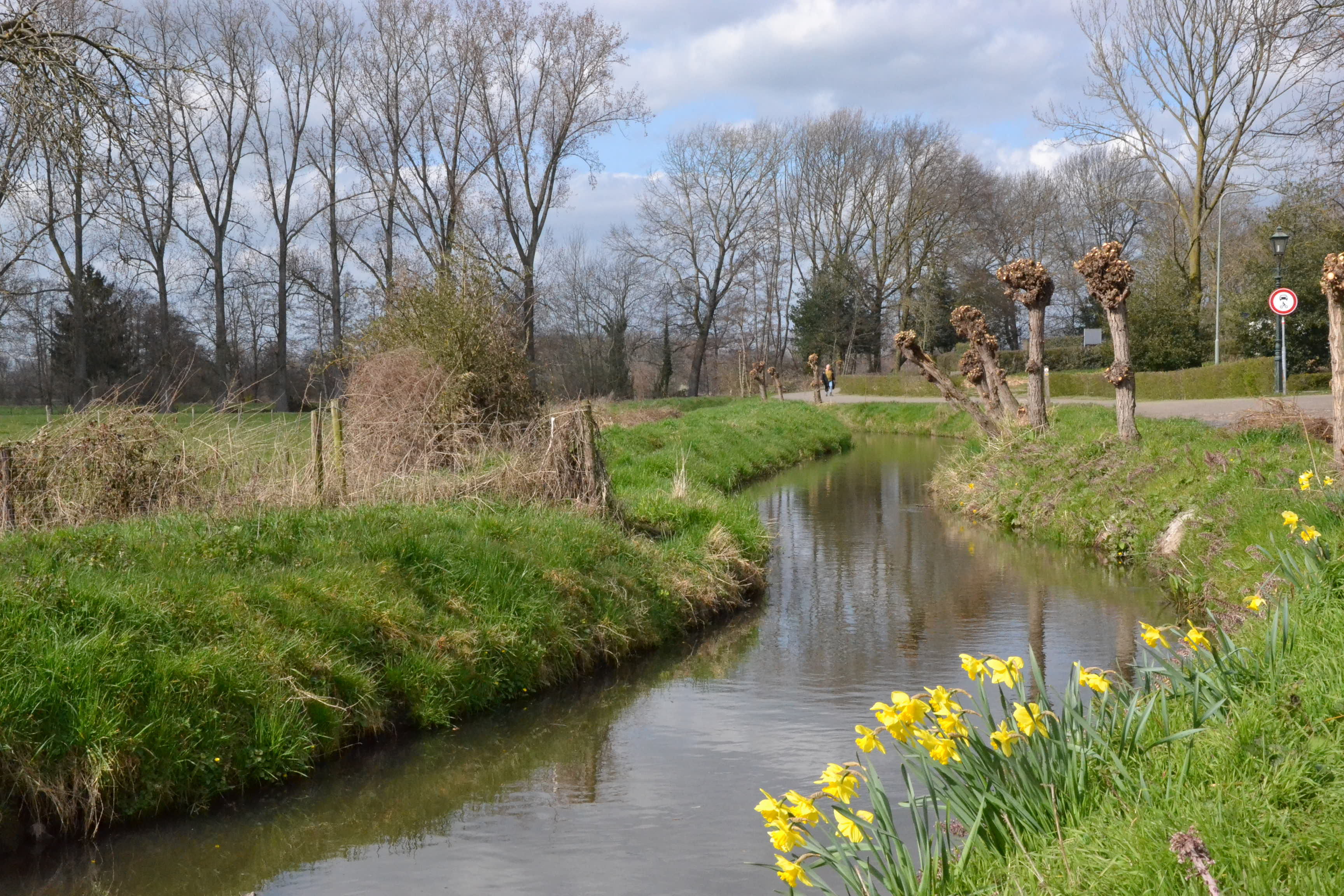
Bij Thorn